# 1973 في المملكة المتحدة
فيما يلي قوائم الأحداث التي وقعت خلال عام 1973 في المملكة المتحدة.

## سياسة

### تعيين في المنصب
- 25 نوفمبر – روي جنكينز وزير ظل الدولة للداخلية [الإنجليزية]‏.
- 2 ديسمبر – فرانسيس بيم، البارون بيم Secretary of State for Northern Ireland [الإنجليزية]‏.

### انتهاء فترة المنصب
- 2 ديسمبر – فرانسيس بيم، البارون بيم مسؤول الانضباط في حزب المحافظين [الإنجليزية]‏.

## رياضة
- 1 يناير – بطولة ويمبلدون 1973
- 14 يوليو – جائزة بريطانيا الكبرى 1973 الفائز بيتر ريفسون.

## أفلام
من الأفلام التي صدرت هذه السنة في المملكة المتحدة:
- 1 يناير – رحلة سندباد الذهبية من إخراج Gordon Hessler [الإنجليزية]‏.
- 1 يناير – عش ودعهم يموتون من إخراج غاي هاملتن.
- 1 يناير – لمسة من الرقي من إخراج ملفين فرانك.
- 1 يناير – هتلر: الأيام العشر الأخيرة من إخراج Ennio De Concini [الإنجليزية]‏.
- 1 أكتوبر – قطار الرعب من إخراج يوجينيو مارتين.
- 17 ديسمبر – رحلات مع عمتي من إخراج جورج كوكور.

## برامج ومسلسلات وأنمي
- جيش الآباء

## موسيقى

### أغاني
من الأغاني التي صدرت هذه السنة في المملكة المتحدة:
- 1 أغسطس – روك أون من غناء ديفيد إسيكس.

## كتب
من الكتب التي صدرت هذه السنة في المملكة المتحدة:
- 1 يونيو – موعد مع راما من تأليف آرثر سي كلارك.
- 1 أكتوبر – بوابة المصير من تأليف أجاثا كريستي.
- 1 أكتوبر – قصائد من تأليف أجاثا كريستي.

## مواليد

### يناير
- 1 يناير – شون يزبك
- 11 يناير – بيليه ريد
- 21 يناير – روب هيلس درّاج طريق من المملكة المتحدة.
- 23 يناير – ميشاتش ويد لاعب كرة قدم برمودي.
- 26 يناير – بريندان رودجرز

### فبراير
- 8 فبراير – مارك لويد وليامز لاعب كرة قدم بريطاني.

### مارس
- 2 مارس – تريفور سنكلير لاعب كرة قدم إنجليزي.
- 7 مارس – إيشين قاراجا
- 7 مارس – ري بارلور لاعب كرة قدم إنجليزي.
- 10 مارس – كريس سوتون لاعب كرة قدم إنجليزي.
- 13 مارس – بوبي جاكسون لاعب كرة سلة من الولايات المتحدة الأمريكية.

### أبريل
- 2 أبريل – ريتشارد جاك ملحن من المملكة المتحدة.
- 3 أبريل – جيمي بامبر ممثل إنجليزي.
- 21 أبريل – ستيف باكشال
- 30 أبريل – جيمي ستاف

### مايو
- 14 مايو – أنديرا فارما
- 19 مايو – داريو فرانشيتي سائق سيارة سباق من المملكة المتحدة.
- 20 مايو – جيمس واتكنز
- 28 مايو – ناثان جونز لاعب كرة قدم ويلزي.
- 31 مايو – كريج جلينداي

### يونيو
- 25 يونيو – جيمي ريدناب لاعب كرة قدم إنجليزي.

### يوليو
- 9 يوليو – جايمس والكر لاعب كرة قدم إنجليزي.
- 13 يوليو – داني ويليامز ملاكم من المملكة المتحدة.
- 19 يوليو – وين ريجبي
- 25 يوليو – كيفن فيليبس لاعب كرة قدم بريطاني.
- 26 يوليو – كيت بيكينسيل ممثلة بريطانية.
- 31 يوليو – دانييل إيفانز

### أغسطس
- 2 أغسطس – سيمون كينبرج كاتب سيناريو أمريكي.
- 4 أغسطس – روي روثرفورد
- 7 أغسطس – كيفن موسكات
- 9 أغسطس – كيفين ماكيد
- 12 أغسطس – ريتشارد ريد إرهابي بريطاني.
- 25 أغسطس – لي روبرتسون لاعب كرة قدم اسكتلندي.

### سبتمبر
- 5 سبتمبر – بادي كونسيدين ممثل بريطاني.
- 12 سبتمبر – دارين كامبل لاعب كرة قدم إنجليزي.
- 13 سبتمبر – كارلو ناش لاعب كرة قدم إنجليزي.
- 14 سبتمبر – أندرو لينكولن ممثل بريطاني.
- 14 سبتمبر – لينفوي بريموس لاعب كرة قدم إنجليزي.
- 15 سبتمبر – إيفا كارنيرو
- 29 سبتمبر – كريس نيوتن

### أكتوبر
- 3 أكتوبر – ريتشارد إيان كوكس
- 6 أكتوبر – إيوان جروفود
- 23 أكتوبر – كريستيان دايلي لاعب كرة قدم اسكتلندي.
- 24 أكتوبر – جاكي ماكنمارا لاعب ومدرب كرة قدم اسكتلندي.

### نوفمبر
- 2 نوفمبر – جيمس هايدون متسابق دراجات نارية من المملكة المتحدة.
- 6 نوفمبر – نيل مكأندريو عارضة من المملكة المتحدة.
- 12 نوفمبر – كريس ووكر لاعب كرة قدم من المملكة المتحدة.
- 20 نوفمبر – نيل هودجسون
- 29 نوفمبر – ريان غيغز

### ديسمبر
- 12 ديسمبر – غاري برين لاعب كرة قدم أيرلندي.
- 22 ديسمبر – ألان تومسون لاعب كرة قدم من المملكة المتحدة.

## وفيات

### يناير
- 1 يناير – داني جرين (مواليد 1903) ممثل بريطاني.
- 1 يناير – فرانسيس كريسس (مواليد 1901) رسام من الولايات المتحدة الأمريكية.
- 1 يناير – كيرلي ووكر (مواليد 1894)
- 15 يناير – إليك بينيت (مواليد 1897)
- 28 يناير – تومي جونسون (مواليد 1900) لاعب كرة قدم إنجليزي.

### مارس
- 26 مارس – نويل كوارد (مواليد 1899)

### مايو
- 24 مايو – والتر دونالدسون (مواليد 1907) لاعب سنوكر من المملكة المتحدة.

### يونيو
- 14 يونيو – موريل روبرتسون (مواليد 1883)

### يوليو
- 12 يوليو – روي يوحنا (مواليد 1911) لاعب كرة قدم بريطاني.

### أغسطس
- 10 أغسطس – إيميلين جان هانسون (مواليد 1919)

### سبتمبر
- 11 سبتمبر – إيفانز بريتشارد (مواليد 1902)
- 21 سبتمبر – سي. إتش. دود (مواليد 1884)
- 29 سبتمبر – ويستن هيو أودن (مواليد 1907)

### أكتوبر
- 4 أكتوبر – إرمينترودي هارفي (مواليد 1896) لاعبة كرة مضرب بريطانية.
- 6 أكتوبر – دينيس برايس (مواليد 1915)
- 9 أكتوبر – سي ولفريد جينكس (مواليد 1909) محامي من المملكة المتحدة.
- 18 أكتوبر – إلسي باورمان (مواليد 1889)

### نوفمبر
- 16 نوفمبر – ألان ويلسون واتس (مواليد 1915)

### ديسمبر
- 5 ديسمبر – روبرت واتسون وات (مواليد 1892)
- 31 ديسمبر – أي إدوارد ساذرلاند (مواليد 1895)